# (4618) Shakhovskoj
(4618) Shakhovskoj es un asteroide perteneciente al cinturón de asteroides, descubierto el 12 de septiembre de 1977 por Nikolái Stepánovich Chernyj desde el Observatorio Astrofísico de Crimea (República de Crimea).

## Designación y nombre
Designado provisionalmente como 1977 RJ3. Fue nombrado Shakhovskoj en honor al astrofísico ruso Nikolai Mixajloviĉ Ŝaĥovskoj.